# تپه سیاه‌بید علیای ۶
تپه سیاه بید علیای ۶ مربوط به دوران فرادیرینه‌سنگی - هزاره دوم قبل از میلاد است و در شهرستان کرمانشاه، بخش مرکزی، دهستان دورود فرامان، ۵۰۰ متری جنوب شرق روستای سیاه بید علیا واقع شده و این اثر در تاریخ ۱۸ اسفند ۱۳۸۷ با شمارهٔ ثبت ۲۴۸۲۴ به‌عنوان یکی از آثار ملی ایران به ثبت رسیده است.